# Alush Gavazaj
Alush Gavazaj (ur. 24 marca 1995 w Prizrenie) – kosowski piłkarz, posiadający również obywatelstwo albańskie.